# Общество «общественного выбора»
Общество «общественного выбора» (англ. Public Choice Society) — международная научная организация, объединяющая ученых экономистов, социологов и политологов. Организация была основана в 1964 г. Г. Таллоком и Дж. Бьюкененом с целью развития теории общественного выбора. Общество издает журнал «Public Choice». Общество проводит ежегодные собрания в Новом Орлеане (шт. Луизиана). В 2006 г. собрание прошло с 30 марта по 2 апреля в новоорлеанском отеле «Интерконтиненталь».

## Президенты общества
(в скобках — основная специальность ученого)
- 1964 — Дж. Бьюкенен (экономист);
- 1965 — Г. Таллок (экономист);
- 1966 — У. Рикер (политолог);
- 1967-69 — В. Остром (политолог);
- 1970-72 — О. Дэвис (экономист);
- 1972-74 — М. Олсон (экономист);
- 1974-76 — Дж. Кульман (социолог);
- 1976-78 — Ч. Плотт (экономист);
- 1978-80 — Дж. Крамер (политолог);
- 1980-82 — Дж. Ледьярд (экономист);
- 1982-84 — Э. Остром (политолог);
- 1984-86 — Д. Мюллер (экономист);
- 1986-88 — П. Ордешок (политолог);
- 1988-90 — В. Смит (экономист);
- 1990-92 — Дж. Ферджон (политолог);
- 1992-94 — М. Хайнич (политолог);
- 1994-96 — Р. Толлисон (экономист);
- 1996-98 — М. Мунгер (политолог);
- 1998-2000 — У. Нисканен (экономист);
- 2002-02 — Б. Грофман (политолог);
- 2002-04 — Дж. Бреннан (экономист);
- 2004-06 — С. Брамс (политолог);
- 2006-08 — Рэндалл Г. Холкомб (экономист);
- 2008-10 —  Николас Р. Миллер (политолог);
- 2010-12 — Лоуренс В. Кенни (экономист);
- 2012-14 — Эдвард Дж. Лопес (экономист);
- 2014-16 — Роберта К. Герцберг (политолог);
- 2016-18 — Георг С. Ванберг (политолог);
- 2018-20 — Роджер Конглтон (экономист);
- 2020-22 — Уильям Ф. Шугарт II (экономист);
- 2022-23 — Дэвид Скарбек (политолог);
- 2023-н.в. — Линн Кислинг

## См.также
- Выбор
- Социология рационального выбора
- Теория общественного выбора
- Конституционная экономика